# 55 Cancri e

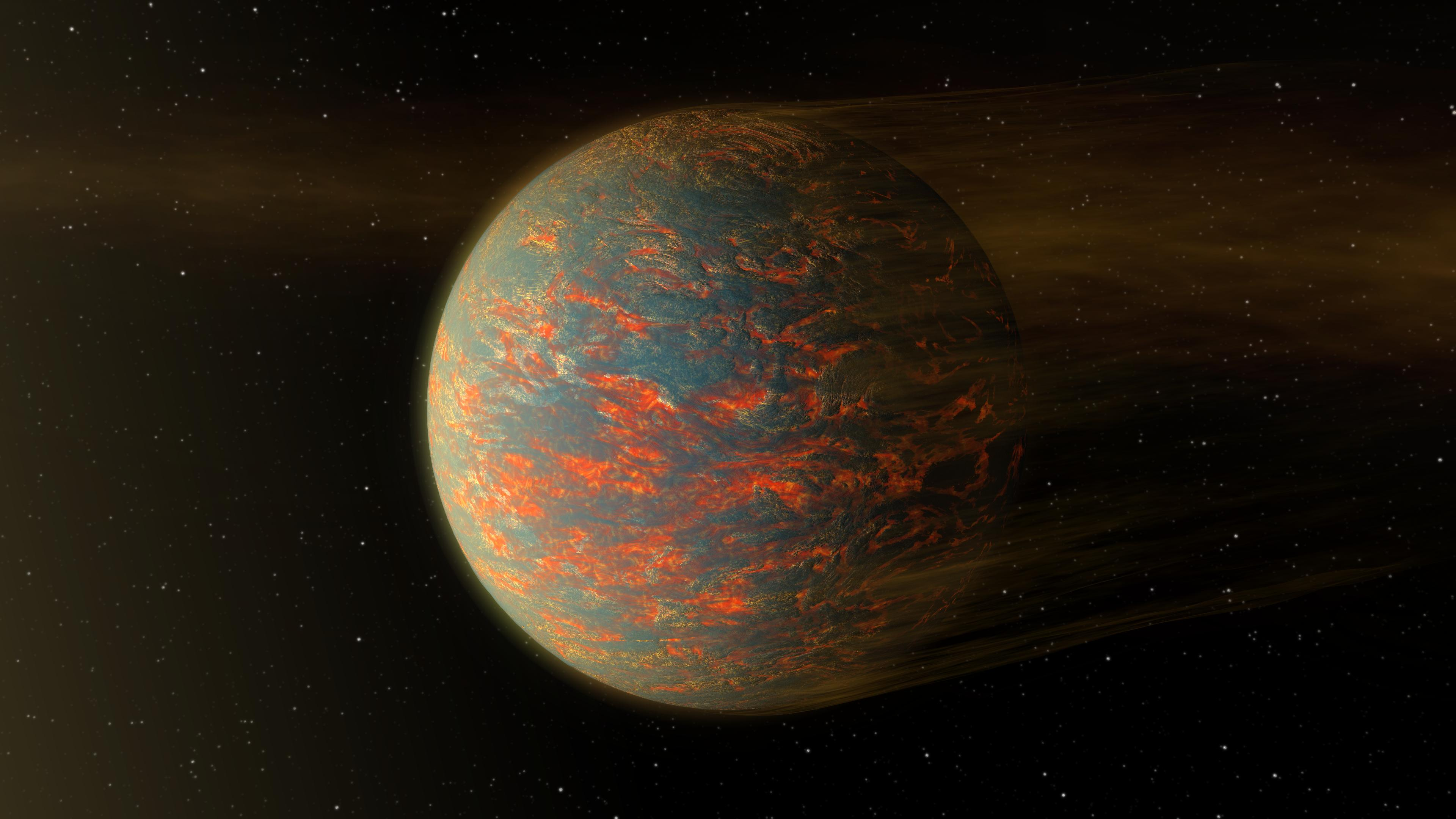
55 Cancri v představách umělce

55 Cancri e je exoplaneta v souhvězdí Raka, která obíhá okolo hvězdy 55 Cancri. Je to superzemě. Tato planeta má možné křemíkové oblaky a na jejím povrchu by měla být láva. Planeta je zcela neobyvatelná, protože průměrné teploty se pohybují od 1400 °C (minimum na noční straně) po 2300 °C (maximum na denní straně).